# Ivato (Vohipeno)
Pour les articles homonymes, voir Ivato.
Ivato est une commune rurale malgache située dans la partie sud de la région de Fitovinany.